# Владимир Шарапов (персонаж)
Влади́мир (Володя) Ива́нович Шара́пов — литературный персонаж, герой многих произведений советских писателей братьев Вайнеров, нескольких фильмов по их романам. В некоторых произведениях только упоминается как учитель главного героя Станислава Павловича Тихонова. Друг и коллега Глеба Жеглова.

## Биография
Шарапов родился в 1923 году; (по фильму р. 1920). Он, вероятно — москвич или жил в Москве с детства. Его мама умерла 1941 году и, как можно понять из воспоминаний Шарапова — воспитывала его одна. Об отце никаких воспоминаний нет. С первого до последнего года войны — на фронте, старший лейтенант, командовал штрафной ротой и ротой разведки. За линию фронта ходил 42 раза. Был ранен пять раз. Награждён:
- двумя орденами Отечественной войны,
- двумя орденами Красной Звезды,
- орденом Красного Знамени,
- польским крестом «Виртути Милитари», Данный крест вручался только старшим офицерам Советской Армии, командирам отдельных батальонов, полков и выше, оказавших содействие Войску Польскому. Шарапов ни по должности, ни по званию не мог быть им награждён.
- медалью «За храбрость» III степени.
- медалью «За оборону Москвы»,
- медалью «За оборону Сталинграда»,
- медалью «За отвагу»,
- медалью «За боевые заслуги»,
- медалью «За освобождение Варшавы»,
- медалью «За взятие Берлина»,
- медалью «За победу над Германией»[1].

После войны — оперуполномоченный оперативной бригады отдела по борьбе с бандитизмом МУРа. Всю жизнь прослужил в уголовном розыске.
Будучи, по характеру, однолюбом, до конца жизни так и не создал семью. Свою единственную любовь, милиционера Варвару Синичкину, потерял в первый год службы в розыске (погибла при исполнении служебных обязанностей). Предположительно — усыновил и воспитал малолетнего детдомовца.
Однако в сериале «Следователь Тихонов» Шарапов — отец лейтенанта милиции Елены Лавровой, коллеги, а позже и гражданской жены Тихонова.
О. Мамонова в книге «Последняя банда: Сталинский МУР против чёрных котов Красной Горки» цитирует Георгия Вайнера: «Хотя Шарапов это и собирательный образ, но у него есть прототип — Владимир Чванов, знаменитый сыщик МУРа, также ставший автором детективных книг».

## Внешность

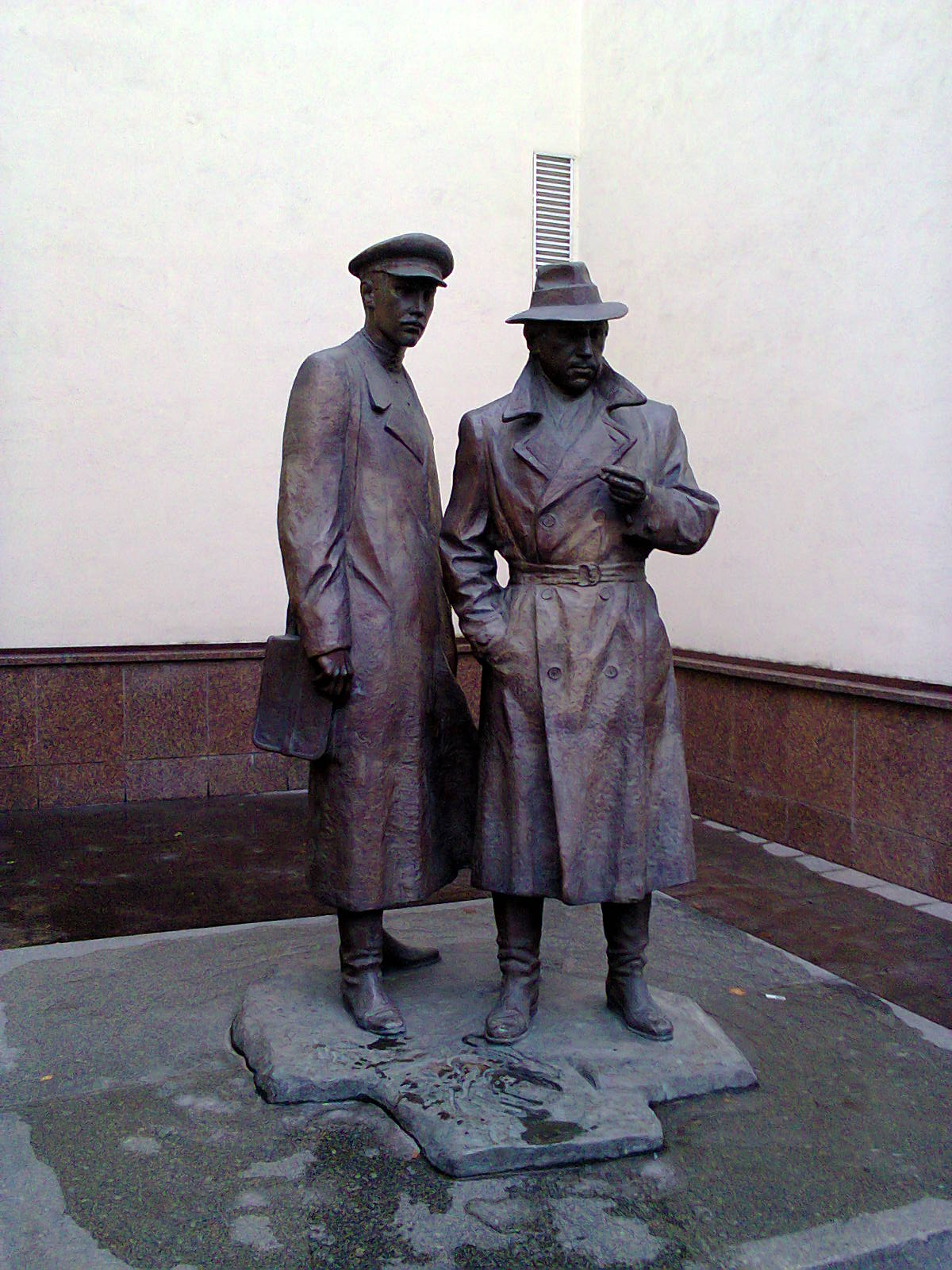
Памятник Жеглову и Шарапову в Киеве

В романе «Эра милосердия» упомянуто, что Шарапов — блондин с очень густыми волосами, один из передних зубов сколот или отсутствует (Шарапов говорит о своей щербатости). У него курносый нос и маленькие (по его мнению) глазки — красавцем себя не считает. В повести «Лекарство для Несмеяны» капитан Тихонов упоминает, что генерал Шарапов смеялся, блеснув светлым рядом золотых коронок.
Аркадий Вайнер рассказывает: «Сделали кинопробы, посмотрели. Не понравился он (Конкин) нам решительно. И не потому, что он артист плохой или человек неважный… Он нам на экране в виде Шарапова не понравился. Мы себе Шарапова представляли, а потом описали в своём очень большом по объёму романе, а потом в сценарии, как фронтового разведчика, который двадцать два раза ходил через линию фронта и возвращался с „языком“ на плече. Не надо быть самому фронтовиком, не надо быть ветераном и иметь семь пядей во лбу, чтобы представить, что разведчик, который захватывает в плен фашиста на его территории и тащит его на плечах через линию фронта, должен быть убедительно сильным мужчиной. Володя Конкин никак таким мужчиной не мог выглядеть, он не был им рождён».

## В литературе
- 1967 «Часы для мистера Келли» — майор, командир группы захвата.
- 1969 «Ощупью в полдень» (Право ходить по земле) — подполковник, начальник отдела МУРа
- 1972 «Визит к Минотавру» — упоминается как «наш славный шеф, подполковник милиции Шарапов» и учитель главного героя Станислава Павловича Тихонова. Вместе с тем начальник Тихонова в этом романе — безымянный «комиссар» (комиссар милиции 3, 2 и 1 ранга в то время — специальные звания высшего начсостава МВД, соответствующие воинским звания генерал-майора, генерал-лейтенанта и генерал-полковника) явно носит все черты Шарапова, в частности упоминается внедрение после войны в банду «Черная кошка».
- 1974 «Гонки по вертикали» — Шарапову 52 года, он подполковник. Упоминается жена Шарапова Варвара, с которой тот познакомился сразу после Великой Отечественной войны. Станислав Тихонов говорит, что Шарапов принимал участие в поимке знаменитого убийцы «Мосгаз»: «Про Ионесяна вы слышали много, в газетах даже читали, а о том, что его поймал, вместе с другими конечно, совсем неизвестный вам подполковник Шарапов, вы и понятия не имели».
- 1975 «Эра милосердия» — старший лейтенант, оперуполномоченный МУРа
- 1978 «Лекарство против страха» (Лекарство для Несмеяны) — генерал, начальник МУРа. Также упоминается его внедрение в банду «Черная кошка».

## В кинематографе
- 1971 — «Я, следователь…» — по одноимённому роману братьев Вайнеров, герой фильма, которого играет Вахтанг Кикабидзе, звонит на Петровку и разговаривает с сотрудником уголовного розыска Владимиром Шараповым.
- 1977 — «Свидетельство о бедности» — по мотивам повести «Часы для мистера Келли», исполнитель Григорий Острин, имя и роль исправлены на подполковника милиции, начальника отдела БХСС Владимира Ивановича Тарасова.
- 1978 — «Лекарство против страха» — по мотивам повести «Лекарство для Несмеяны», Георгий Жжёнов исполняет роль генерала Шарапова.
- 1979 — «Место встречи изменить нельзя» — по роману «Эра милосердия», старшего лейтенанта, оперуполномоченного Шарапова играет Владимир Конкин.
- 1983 — «Гонки по вертикали» — Николай Засухин в роли подполковника Шарапова.
- 1987 — «Визит к Минотавру» — Владимир Самойлов, прокурор Владимир Иванович, фамилия Шарапов в фильме изменена на Уваров. Это можно слышать в телефонном разговоре на 29 минуте 1 серии. Но в одной из сцен герой Самойлова рассказывает свою историю, повторяющую историю Шарапова — служба в полковой разведке, приход в МУР после войны, участие в операции по уничтожению банды «Чёрная кошка».
- 1989 — «Вход в лабиринт» — Юрий Горобец, роль Шарапова изменена — полковник милиции, начальник УУР Сергей Иванович Голицын.
- 2016 — Следователь Тихонов — сериал, основанный на нескольких романах братьев Вайнеров, Шарапова играет Сергей Шакуров.

## В музыке
- Песня «Атас» из дебютного альбома 1989 года «Атас» группы «Любэ»
- Песня Михаила Шелега «Чёрная кошка»[4]